# Waled
Waled is een bestuurslaag in het regentschap Purworejo van de provincie Midden-Java, Indonesië. Waled telt 460 inwoners (volkstelling 2010).